# Liste der Gedenktafeln in Berlin-Pankow
Die Liste der Gedenktafeln in Berlin-Pankow enthält die Namen, Standorte und, soweit bekannt, das Datum der Enthüllung von Gedenktafeln.
Die Liste ist nicht vollständig.

## Pankow
| Bild | Name                          | Standort                   | Datum der Enthüllung |
| ---- | ----------------------------- | -------------------------- | -------------------- |
|      | Agudath Achim                 | Schönholzer Straße 10      |                      |
|      | Agudath Achim                 | Mühlenstraße 77            |                      |
|      | Amalienpark                   | Amalienpark                |                      |
|      | Erich Baron                   | Kavalierstraße 22          |                      |
|      | Alexander Beer                | Berliner Straße 120        |                      |
|      | Ruth Berghaus                 | Breite Straße 7            |                      |
|      | Bleichröderpark               | Bleichröderpark            |                      |
|      | Bleichröderpark               | Bleichröderpark            |                      |
|      | Heinz Brandt                  | Neumannstraße 50           |                      |
|      | Lorenz Breunig                | Miltenberger Weg 9         |                      |
|      | Chaims Brief                  | Berliner Straße 120        |                      |
|      | Chaims Brief                  | Berliner Straße 120        |                      |
|      | Rudolf Burdt                  | Gaillardstraße 7           |                      |
|      | Reinhold Burger               | Wilhelm-Kuhr-Straße 3      |                      |
|      | Paula Dehmel                  | Parkstraße 56              |                      |
|      | Rudolf Dörrier                | Hiddenseestraße 2          |                      |
|      | Benno Falk                    | Breite Straße 23           |                      |
|      | Otto Heine                    | Pankgrafenstraße 8         |                      |
|      | Walter Husemann               | Florastraße 26             |                      |
|      | Familie Jany                  | Florastraße 50             |                      |
|      | Jüdische Bewohner             | Schönholzer Straße 6a      |                      |
|      | Jüdische Kinder               | Wilhelm-Wolff-Straße 34    |                      |
|      | Jüdisches Lehrlingsheim       | Mühlenstraße 24            |                      |
|      | Jüdisches Waisenhaus          | Berliner Straße 120        |                      |
|      | Jüdisches Waisenhaus          | Berliner Straße 120        |                      |
|      | Jugendkunstschule             | Florastraße 83             |                      |
|      | Ursula Katzenstein            | Kavalierstraße 6           |                      |
|      | 100 Jahre Kino                | Berliner Straße 27         |                      |
|      | Heinz Knobloch                | Masurenstraße 4            |                      |
|      | Albin Köbis                   | Schulzestraße 36           |                      |
|      | Janusz Korczak                | Berliner Straße 120        |                      |
|      | KZ Sachsenhausen              | Breite Straße 24           |                      |
|      | Emanuel Mendel                | Breite Straße 44           |                      |
|      | Dorothea und Georg Möhring    | Kissingenstraße 25         |                      |
|      | Kreszentia Mühsam             | Binzstraße 17              |                      |
|      | Heiner Müller                 | Kissingenplatz 12          |                      |
|      | Paul Nipkow                   | Parkstraße 5               |                      |
|      | Wilhelm Perring               | Wilhelm-Kuhr-Straße 9      |                      |
|      | Pocket-Park                   | Florastraße 87             |                      |
|      | Rathaus Pankow                | Breite Straße 24           |                      |
|      | SA Folter                     | Arkonastraße 56            |                      |
|      | SA Folter                     | Arkonastraße 56            |                      |
|      | Anton Saefkow                 | Trelleborger Straße 26     |                      |
|      | Familie Selbiger              | Wollankstraße 133          |                      |
|      | Anna Maria Tobis              | Breite Straße 46           |                      |
|      | Christa Wolf                  | Amalienpark 7              |                      |
|      | Christa Wolf und Gerhard Wolf | Amalienpark 7              |                      |
|      | Martha Wygodzinski            | Neue Schönholzer Straße 13 |                      |
|      | Paul Zobel                    | Berliner Straße 79         |                      |